# Anarta variegata
Anarta variegata är en fjärilsart som beskrevs av Tutt 1892. Anarta variegata ingår i släktet Anarta och familjen nattflyn. Inga underarter finns listade i Catalogue of Life.